# Bjørnø
Bjørnø ist eine dänische Insel in der „Dänischen Südsee“. Sie liegt südlich von Fyn (deutsch Fünen).
Die Insel gehört zur Kirchspielsgemeinde (dänisch Sogn) Fåborg Sogn, die bis 1970 in zur Harde Sallinge Herred im damaligen Svendborg Amt gehörte, danach zur Faaborg Kommune im damaligen Fyns Amt, die mit der Kommunalreform zum 1. Januar 2007 in der Faaborg-Midtfyn Kommune in der Region Syddanmark aufgegangen ist.
Bjørnø hat eine Größe von 1,5 km² und 27 Bewohner (1. Januar 2023). Der höchste Punkt der Insel liegt 24 Meter über dem Meeresspiegel.
Bjørnø gehört zum Verband dänischer Kleininseln. Mit der Motorfähre Lillebjørn besteht eine regelmäßige Fährverbindung zum 3,5 km entfernten Faaborg. Die Insel ist autofrei.